# Punk Goes 90's Vol. 2
Punk Goes '90s 2 es el decimoquinto álbum recopilatorio Punk Goes... y el segundo de la entrega de Punk Goes 90's. Fue lanzando el 1 de abril de 2014 a través de Fearless Records.

## Lista de canciones
| #   | Título                              | Artista                   | Artista original                         | Duración |
| --- | ----------------------------------- | ------------------------- | ---------------------------------------- | -------- |
| 1.  | "My Own Worst Enemy"                | Get Scared                | Lit                                      | 3:01     |
| 2.  | "Interstate Love Song"              | Memphis May Fire          | Stone Temple Pilots                      | 3:14     |
| 3.  | "Closer"                            | Asking Alexandria         | Nine Inch Nails                          | 6:21     |
| 4.  | "Everlong"                          | The Color Morale          | Foo Fighters                             | 4:02     |
| 5.  | "All Star"                          | Chunk! No, Captain Chunk! | Smash Mouth                              | 3:20     |
| 6.  | "Comedown"                          | Mayday Parade             | Bush                                     | 5:32     |
| 7.  | "Du Hast"                           | Motionless In White       | Rammstein                                | 3:57     |
| 8.  | "Today"                             | Yellowcard                | The Smashing Pumpkins                    | 3:22     |
| 9.  | "Torn"                              | Hands Like Houses         | Ednaswap (versión por Natalie Imbruglia) | 3:47     |
| 10. | "Southtown"                         | The Ghost Inside          | P.O.D.                                   | 4:09     |
| 11. | "Gangsta’s Paradise"                | Falling In Reverse        | Coolio con L.V.                          | 3:54     |
| 12. | "Good Riddance (Time of Your Life)" | Ice Nine Kills            | Green Day                                | 3:03     |